# Droga wojewódzka nr 177
Droga wojewódzka nr 177 (DW177) – droga wojewódzka w woj. zachodniopomorskim o długości 83 km łącząca Czaplinek (droga krajowa nr 20) z drogą nr 10, drogą nr 22, a następnie z miastem Wieleń w Wielkopolsce. Droga przebiega przez powiat drawski, powiat wałecki, powiat czarnkowsko-trzcianecki. Podlega Rejonowi Dróg Wojewódzkich Drawsko Pomorskie oraz RDW Szamotuły.
Początkowy odcinek 26,464 km od Czaplinka do Mirosławca posiada klasę techniczą Z. Następny odcinek 40,140 km z Mirosławca do Człopy i granicy woj. zachodniopomorskiego – klasę techniczą G. W woj. wielkopolskim także droga klasy G.

## Miejscowości leżące przy trasie DW177
- Czaplinek
- Mirosławiec
- Tuczno
- Człopa
- Wieleń